# Woldstedtius citropectoralis
Woldstedtius citropectoralis är en stekelart som först beskrevs av Otto Schmiedeknecht 1926.  Woldstedtius citropectoralis ingår i släktet Woldstedtius och familjen brokparasitsteklar. Arten är reproducerande i Sverige. Inga underarter finns listade i Catalogue of Life.